# Roller de vitesse

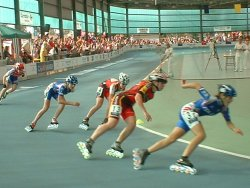
Patinage de vitesse sur piste.

Le roller de vitesse (ou la course en roller) est un sport consistant à parcourir différentes distances (de 100 m à plus de 100 km) le plus rapidement possible. Les courses de roller de vitesse se pratiquent sur piste, circuit (patinodrome) ou route. Les types de courses sont inspirées de l'athlétisme et du cyclisme.
Les courses sont individuelles (contre-la-montre) ou collectives, elles engagent de quatre à plusieurs milliers de patineurs. Les compétitions majeures sont la World Inline Cup (coupe du monde des marathons en roller) et les championnats du monde de vitesse.

## Matériel

### Chausson

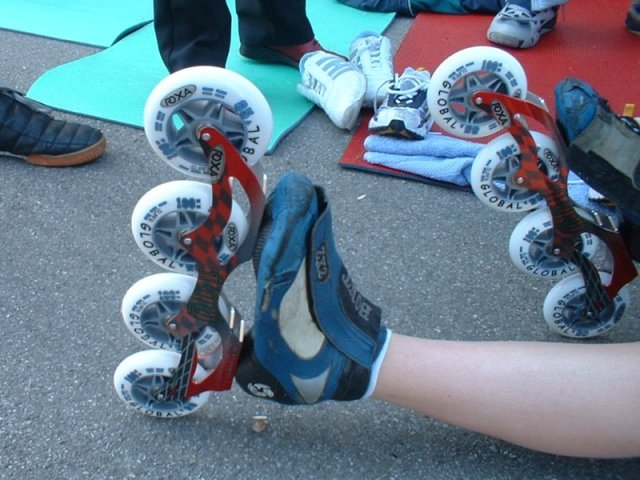
Patins de vitesse.

La chaussure du roller de vitesse est une version très spécialisée du roller classique, elle est constituée d'une coque en composite carbone ou fibre de verre, recouverte d'un revêtement en cuir ou synthétique. Pour obtenir les meilleures performances, la chaussure doit s'ajuster au plus près de la forme du pied, aussi les chaussures de vitesse sont souvent thermoformables (elles peuvent être chauffées, elles s'amollissent alors et peuvent être partiellement modelées pour mieux se conformer à l'anatomie du patineur), ou directement produites à partir de moulages des pieds de l'athlète, pour un coût nettement supérieur à celui d'un patin de série.

### Platine
La platine est constituée d'un alliage à base d'aluminium (ou nouvellement en carbone). Une platine peut recevoir, selon les modèles, de 3  à   5 roues d'un diamètre de 80  à   125 mm. Les règlements internationaux interdisant un train roulant de plus de 50 cm (de l'extrémité de la roue avant à l'extrémité de la roue arrière).
Au plan des innovations, des platines claps, présentant un système à ressort semblable à celui des patins de vitesse sur glace, ont été développées à la fin des années 1990 pour le roller, mais elles ont été abandonnées rapidement, ayant failli à faire la preuve d'un gain substantiel de performance par rapport aux platines classiques.

### Roues
Ces dernières années ont vu l'augmentation progressive du diamètre des roues, passant de 80  à   84 mm, puis de 100  à   110 mm et enfin 125 mm. La tendance actuelle chez l'élite internationale est aux platines à quatre roues de 100  à   110 mm, mais on peut trouver chez les compétiteurs un large éventail de configurations, allant de cinq roues de 80 mm, à cinq roues de 90 mm, en passant par des montages de trois roues de 100 mm avec une roue de 84 mm ou 90 mm.
En 2014 on voit arriver des platines de 3 roues de 125 mm, actuellement homologuées seulement pour les marathons et les très longues distances.
Les roues de vitesse sont plus dures que les roues de loisir. Plus le revêtement est lisse et plus les roues employées sont dures. Ordinairement, on choisit pour les marathons des duretés de l'ordre de 83A à 86A, les compétitions sur piste ou en salle permettant d'user de roues au-delà de 88A. Indépendamment de la dureté, les roues sont généralement conçues pour un emploi spécifique, présentant une combinaison de roulage, accroche et résistance à l'usure, propre à chaque surface.
L'utilisation des roues « spécial pluie » offre également une bonne accroche sur sol mouillé ou glissant, ce qui permet de maintenir une vitesse quasi identique à celle sur sol sec.

### Roulements
Quant aux roulements, il en existe deux formats, les roulements traditionnels (type 608) et les micro-roulements (type 688). Le second modèle présente l'avantage d'un poids réduit, ce qui peut faire une différence sur les 16  ou   20 roulements que contiennent une paire de rollers, mais il exige des roues spécialement conçues pour le recevoir qui sont plus rares dans les grandes tailles (100  et   110 mm) aujourd'hui employées en compétition, ainsi que d'une plus grande fragilité à la poussière. Des bagues d'adaptation permettent toutefois de monter des micro roulements sur des roues classiques.

## Technique
La technique du roller de vitesse est similaire à celle du patinage de vitesse sur glace, consistant en de longues poussées latérales, ainsi que des pas croisés pour les prises de virages. Cependant, dans les années 1990, le patineur américain Chad Hedrick introduisit une nouvelle technique appelée double-poussée. Ce mode de patinage ajoute à la technique classique une phase supplémentaire de poussée vers l'intérieur qui en accroît le rendement. La plupart des patineurs de niveau international ont très progressivement adopté la double-poussée, avec plus ou moins de succès.
Les virages sont plus difficiles à aborder avec des rollers de vitesse qu'avec des patins de loisir du fait de l'étendue de la platine ou de la taille des roues, impliquant un plus grand encombrement ainsi qu'une plus grande longueur de roues au sol, et donc une moindre maniabilité.

## Compétitions

### Championnat du monde
| Année |        | Pays                        | Nations participantes | Or           | Argent       | Bronze           |
| ----- | ------ | --------------------------- | --------------------- | ------------ | ------------ | ---------------- |
| 1986  | I      | Adélaïde Australie          | *                     | /            | /            | /                |
| 1987  | II     | Grenoble France             | *                     | /            | /            | /                |
| 1988  | III    | Cassano d'Adda Italie       | *                     | /            | /            | /                |
| 1989  | IV     | Hastings Nouvelle-Zélande   | *                     | /            | /            | /                |
| 1990  | V      | Bello Colombie              | 14                    | Italie       | États-Unis   | Colombie         |
| 1991  | VI     | Ostende Belgique            | *                     | /            | /            | /                |
| 1992  | VII    | Rome Italie                 | *                     | /            | /            | /                |
| 1993  | VIII   | Colorado Springs États-Unis | *                     | /            | /            | /                |
| 1994  | IX     | Gujan-Mestras France        | *                     | États-Unis   | France       | /                |
| 1995  | X      | Perth Australie             | *                     | /            | /            | /                |
| 1996  | XI     | Barrancabermeja Colombie    | *                     | /            | /            | /                |
| 1997  | XII    | Mar del Plata Argentine     | *                     | /            | /            | /                |
| 1998  | XIII   | Pampelune Espagne           | *                     | /            | /            | /                |
| 1999  | XIV    | Santiago Chili              | *                     | /            | /            | /                |
| 2000  | XV     | Barrancabermeja Colombie    | 31                    | Colombie     | États-Unis   | Chili            |
| 2001  | XVI    | Valence-d'Agen France       | *                     | États-Unis   | France       | Espagne          |
| 2002  | XVII   | Ostende Belgique            | *                     | Colombie     | Italie       | États-Unis       |
| 2003  | XVIII  | Barquisimeto Venezuela      | *                     | États-Unis   | Colombie     | Italie           |
| 2004  | XIX    | Abruzzes Italie             | 39                    | Colombie     | Italie       | États-Unis       |
| 2005  | XX     | Suzhou Chine                | 31                    | Colombie     | États-Unis   | Italie           |
| 2006  | XXI    | Anyang Corée du Sud         | 46                    | Colombie     | Corée du Sud | Nouvelle-Zélande |
| 2007  | XXII   | Cali Colombie               | 42                    | Colombie     | Corée du Sud | États-Unis       |
| 2008  | XXIII  | Gijón Espagne               | 57                    | Colombie     | Corée du Sud | États-Unis       |
| 2009  | XXIV   | Haining Chine               | 42                    | Corée du Sud | Colombie     | Taipei chinois   |
| 2010  | XXV    | Guarne Colombie             | 34                    | Colombie     | Corée du Sud | États-Unis       |
| 2011  | XXVI   | Yeosu Corée du Sud          |                       | Colombie     | Corée du Sud | Taipei chinois   |
| 2012  | XXVII  | Ascoli Piceno Italie        | 34                    | Colombie     | Italie       | Corée du Sud     |
| 2013  | XXVIII | Ostende Belgique            | 51                    | Colombie     | Italie       | Belgique         |
| 2014  | XXIX   | Rosario Argentine           | 50                    | Colombie     | France       | Taipei chinois   |
| 2015  | XXXe   | Kaohsiung Taipei chinois    | *                     | /            | /            | /                |
| 2016  | XXXI   | Nankin Chine                | *                     | /            | /            | /                |
| 2017  | XXXII  | Nankin Chine                | *                     | /            | /            | /                |
| 2018  | XXXIII | Heerde Pays-Bas             | *                     | /            | /            | /                |
| 2019  | XXXIV  | Barcelone Espagne           | *                     | /            | /            | /                |
| 2020  | XXXV   | ... Colombie                | *                     | /            | /            | /                |

### Marathons et longues distances
En France, les courses les plus populaires sont les marathons (épreuves de plus ou moins 42 km) de la French Inline Cup.
Au niveau international, il existe aussi un important circuit de marathons en roller, la World Inline Cup, qui donne lieu à des épreuves extrêmement disputées et très fréquentées (marathons de Séoul, Paris, Zurich, Berlin, Suzhou en Chine, etc.), où s'affrontent de grandes équipes sponsorisées.
Ces circuits de compétitions sont déclinés en coupes nationales des marathons, telles que les Swiss Inline Cup, Austrian Inline Cup, Italian Inline Cup, Univé World on Wheels (Pays-Bas), Sverige Inline Cup (Suède) ou Korean Inline Cup.
Il existe enfin des classiques, parmi les courses en rollers en France et dans le monde, dont les suivantes :
- les 24 Heures Rollers, course d’endurance qui consiste en un nombre maximum de kilomètres en 24 heures. C'est à la fois compétition sportive exigeante et fête populaire ouverte à tous. En Europe, l'édition se déroule en France sur le circuit Bugatti du Mans. Cette épreuve attire chaque année 600 équipes, pour un total de près de 6 000 participants. En Amérique, il existe l'édition des 24h Roller Montréal (Québec, Canada) sur le circuit Gilles-Villeneuve. Ce circuit est très rapide, d'où la forte probabilité d'effectuer des records.
- Le marathon d'Engadine, à Saint-Moritz, en Suisse, réputé le plus rapide du monde, avec une moyenne atteignant 50 km/h, et une longue descente où les meilleurs patineurs approchent des 100 km/h. Le décor de la course est magnifique, et le nombre de participants, près de 5 000, participe au prestige de l'épreuve.
- Le marathon d'Incheon, en Corée, grande course sur le littoral coréen, 11 000 participants.
- Aux États-Unis, la course Athens to Atlanta (140 km de ville à ville), une des plus éprouvantes épreuves du monde.
- Le Roll'Athlon100, en France, épreuve de 103km de ville à ville [Motz (Savoie) à Seyssel (Haute-Savoie)], en une boucle autour du Rhône, à cheval sur 3 départements (73,01,74) et traversant 27 communes. Pascal Briand en est le parrain. C'est une étape de la Coupe de France des marathons/longue distance roller.

### Piste et indoor
On pratique également des courses sur des pistes spécifiques au roller de vitesse, et sur des anneaux « routiers ». Chaque année se déroulent des championnats nationaux et mondiaux sur piste et route. Ces évènements ne sont pas sponsorisés.
Les pistes sont des circuits fermés de 150  à   400 m de circonférence. Le sol peut en être incurvé ou incliné afin de faciliter les virages.
À la différence de l'Europe, les pistes sont rares aux États-Unis, et les courses se déroulent le plus souvent en salle, sur des rinks, dont le revêtement est du parquet de bois plastifié. Les rinks font en général 100 m de circonférence, les courses y sont très techniques.
Les Trois Pistes, qui comme son nom l'indique, se déroule sur trois pistes du sud de la France (Pibrac, Valence d'Agen et Gujan Mestras) est une des plus belles compétitions qui rassemble de nombreuses nations depuis de nombreuses années tous les ans le week-end de Pâques.
Les formats de course les plus fréquents sont les suivants :
- course en ligne : course traditionnelle, le vainqueur est celui qui passe la ligne d'arrivée le premier ;
- course à élimination : à chaque tour de piste ou tous les deux tours, on élimine le dernier patineur du peloton, les premiers et derniers tours se font généralement sans élimination, la fin de l'épreuve est donc une course en ligne avec un nombre réduit de compétiteurs (5 ou 6) ;
- course à points : à chaque tour de piste, on attribue des points aux trois premiers patineurs à passer une ligne, le vainqueur est désigné par le total des points accumulés et par sa position à l'arrivée ;
- course en relais à l'américaine : course par équipe de trois ou quatre patineurs, les relais s'effectuent en poussant son coéquipier pour lui donner une impulsion de départ ;
- course contre-la-montre : épreuve individuelle où l'on doit parcourir une distance fixée (100, 200 ou 300 m) dans le temps le plus court possible, il existe aussi des contre-la-montre par équipe.

### Spécialistes notables

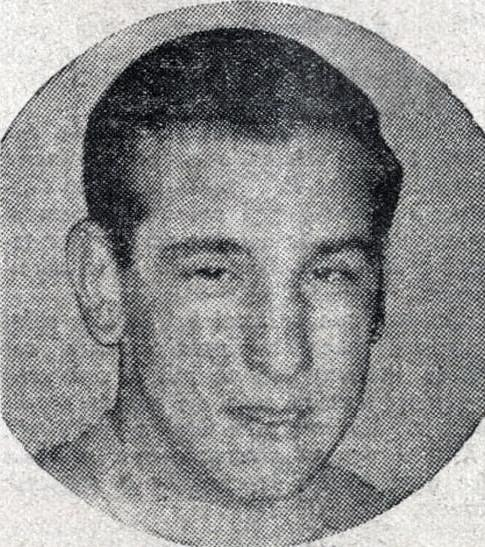
Louis Fichaux en 1941.

- Louis Fichaux, né le 11 février 1921 à Paris, licencié à l'Union sportive métropolitaine (US Métro), champion de France en 1937, 1938 et 1939 de roller de vitesse (patinage à roulettes), et recordman du monde des 500, 1000 et 1 500 mètres en 1941 ;
- Pascal Briand,
- Alexis Contin,
- Arnaud Gicquel
- Thierry Penot,
- Ghizlane Samir,
- Yann Guyader,
- Ewen Fernandez,
- Elton de Souza,
- Nordine Saïdou,
- Sandrine Plu, 1re Française championne du monde, à Perth en Australie ;
- Pascal Gravouil,
- Joey Mantia.

## Tactique
Les tactiques employées pendant les marathons en roller de vitesse s'apparentent à celles du circuit cycliste. Le phénomène d'aspiration étant plus marqué encore en roller qu'en cyclisme, les patineurs forment des pelotons derrière un patineur de tête, épargnant ainsi leurs forces. Il est d'usage que la tête de peloton change régulièrement pour maintenir un train régulier, et ne pas imposer trop d'effort au même patineur. Il est considéré comme antisportif de ne jamais participer au relais.
Les membres d'une équipe ont souvent un rôle prédéterminé pour une course. Certains auront pour objectif de fatiguer le peloton en lançant des attaques successives. D'autres doivent mener des échappées, ou ralentir les adversaires pour permettre à une échappée de réussir. Enfin, on désigne un leader qui devra être protégé pendant la course, ne prenant pas de relais, afin qu'il ne fournisse aucun effort susceptible de le fatiguer avant le sprint final.

## Transition roller de vitesse / patinage de vitesse sur glace
Le roller de vitesse est un sport olympique, mais n'a jamais fait partie des sports représentés, au même titre que le karaté ou le rugby, qui lui a été représenté une seule fois.
Un certain nombre de patineurs ont choisi de passer au patinage à glace afin de pouvoir concourir aux Jeux olympiques. Le premier à franchir le pas fut l'américain KC Boutiette en 1993. En 2002, trois anciens patineurs en roller (Jennifer Rodriguez, Derek Parra et Joey Cheek) récoltèrent cinq médailles aux Jeux olympiques d'hiver de Salt Lake City. En 2006, Chad Hedrick et Joey Cheek remportèrent tous deux une médaille d'or aux J.O. de Turin.
Le premier patineur de vitesse français à participer aux J.O. fut le Breton Pascal Briand.
Suivant leur exemple, de nombreux patineurs en roller s'entraînent désormais une partie de l'année sur glace, dans la perspective d'une qualification pour les Jeux olympiques d'hiver.

## Records mondiaux

### Piste
| Distance                     | Skater             | Skater     | Temps               | Date       | Lieu                     |
| ---------------------------- | ------------------ | ---------- | ------------------- | ---------- | ------------------------ |
| 300                          | Andres Jiménez     | Colombie   | 23 s 669            | 11/10/2015 | Kaohsiung (Chine Taipei) |
| 500                          | Joey Mantia        | États-Unis | 40 s 088            | 16/09/2008 | Texas (États-Unis)       |
| 1 000                        | Carlos Perez       | États-Unis | 1 min 21 s 719      | 24/07/2007 | Nebraska (États-Unis)    |
| 1 500                        | Keith Carroll      | États-Unis | 2 min 07 s 770      | 01/08/2007 | Ohio (États-Unis)        |
| 2 000                        | Chris Tees         | États-Unis | 2 min 54 s 560      | 28/05/2006 | Nebraska (États-Unis)    |
| 3 000                        | Giuseppe de Persio | Italie     | 4 min 21 s 764      | 01/08/1980 | Finale Emilia (Italie)   |
| 5 000                        | Mirko Giupponi     | Italie     | 7 min 34 s 938      | 29/08/1987 | Grenoble (France)        |
| 10 000                       | Diego Rosero       | Colombie   | 15 min 10 s 630     | 25/08/2002 | Zandvoorde (Belgique)    |
| 15 000                       | Alexis Contin      | France     | 23 min 02 s 770     | 2008       | Gijon (Espagne)          |
| 20 000                       | Paolo Bomben       | Italie     | 30 min 52 s 792     | 29/08/1987 | Grenoble (France)        |
| 30 000                       | Joey Mantia        | États-Unis | 1 h 20 min 17 s 737 | 26/09/2004 | Nebraska (États-Unis)    |
| 50 000                       | Joey Mantia        | États-Unis | 1 h 20 min 17 s 736 | 29/08/2004 | Ohio (États-Unis)        |
| Mise à jour en novembre 2007 |                    |            |                     |            |                          |

| Distance               | Skater            | Skater    | Temps               | Date       | Lieu                 |
| ---------------------- | ----------------- | --------- | ------------------- | ---------- | -------------------- |
| 300                    | Nicoletta Falcone | Italie    | 26 s 213            | 23/07/2007 | Estarreja (Portugal) |
| 500                    | Simona de Cesaris | Italie    | 44 s 404            | 28/08/1987 | Grenoble (France)    |
| 1 000                  | Barbara Fischer   | Allemagne | 1 min 27 s 060      | 28/08/1988 | Inzell (Allemagne)   |
| 1 500                  | Marisa Canafoglia | Italie    | 2 min 14 s 644      | 27/08/1987 | Grenoble (France)    |
| 2 000                  | Nicola Malmstrom  | Allemagne | 3 min 02 s 025      | 28/08/1988 | Inzell (Allemagne)   |
| 3 000                  | Marisa Canafoglia | Italie    | 4 min 38 s 464      | 29/08/1987 | Grenoble (France)    |
| 5 000                  | Marisa Canafoglia | Italie    | 7 min 48 s 508      | 30/08/1987 | Grenoble (France)    |
| 10 000                 | Marisa Canafoglia | Italie    | 15 min 58 s 022     | 30/08/1987 | Grenoble (France)    |
| 15 000                 | Brigitte Méndez   | Colombie  | 25 min 14 s 298     | 04/09/2004 | L'Aquila (Italie)    |
| 20 000                 | Annie Lambrechts  | Belgique  | 32 min 53 s 970     | 28/06/1985 | Lovaina (Belgique)   |
| 30 000                 | Annie Lambrechts  | Belgique  | 49 min 15 s 906     | 28/06/1985 | Lovaina (Belgique)   |
| 50 000                 | Annie Lambrechts  | Belgique  | 1 h 21 min 26 s 942 | 28/06/1985 | Lovaina (Belgique)   |
| Mis à jour en mai 2009 |                   |           |                     |            |                      |

### Route
| Distance               | Skater               | Skater     | Temps               | Date       | Lieu                             |
| ---------------------- | -------------------- | ---------- | ------------------- | ---------- | -------------------------------- |
| 200                    | G.Duggento           | Italie     | 16 s 209            | 06/09/2007 | Anyang (Corée du Sud)            |
| 300                    | Chad Hedrick         | États-Unis | 23 s 681            | 02/08/2006 | Barrancabermeja (Colombie)       |
| 500                    | Joey Mantia          | États-Unis | 38 s 660            | 07/09/2006 | Anyang (Corée du Sud)            |
| 1 000                  | Ippolito Sanfratello | Italie     | 1 min 17 s 757      | 17/06/1999 | Padua (Italie)                   |
| 1 500                  | Chad Hedrick         | États-Unis | 1 min 57 s 698      | 17/06/1999 | Padua (Italie)                   |
| 2 000                  | Derek Downing        | États-Unis | 2 min 40 s 658      | 17/06/1999 | Padua (Italie)                   |
| 3 000                  | Fabio Marangoni      | Italie     | 4 min 18 s 379      | 17/06/1999 | Padua (Italie)                   |
| 5 000                  | Arnaud Gicquel       | France     | 6 min 43 s 900      | 30/07/2003 | Padua (Italie)                   |
| 10 000                 | Joey Mantia          | États-Unis | 13 min 46 s 801     | 06/09/2006 | Anyang (Corée du Sud)            |
| 15 000                 | Chad Hedrick         | États-Unis | 22 min 11 s 960     | 02/08/2000 | Barrancabermeja (Colombie)       |
| 20 000                 | Joey Mantia          | États-Unis | 29 min 01 s 955     | 07/09/2006 | Anyang (Corée du Sud)            |
| 30 000                 | Derek Downing        | États-Unis | 48 min 42 s 179     | 28/08/1997 | Road Rash Nationals (États-Unis) |
| 42 195 (marathon)      | Bart Swings          | Belgique   | 58 min 10 s 000     | 27/09/2014 | Berlin (Allemagne)               |
| 50 000                 | Mauro Lollobrigida   | Italie     | 1 h 21 min 29 s 102 | 28/08/1997 | Grenoble (France)                |
| 84 390                 | Luca Presti          | Italie     | 2 h 14 min 37 s 000 | 03/11/1999 | Santiago (Chili)                 |
| Mis à jour en mai 2009 |                      |            |                     |            |                                  |

| Distance                | Skater               | Skater    | Temps               | Date       | Lieu                       |
| ----------------------- | -------------------- | --------- | ------------------- | ---------- | -------------------------- |
| 200                     | Jennifer Caicedo     | Colombie  | 18,27               | 30/08/2007 | Cali (Colombie)            |
| 300                     | Andrea González      | Argentine | 26 s 791            | 26/07/1999 | Winnipeg (Canada)          |
| 500                     | Jennifer Caicedo     | Colombie  | 43 s 478            | 07/09/2006 | Anyang (Corée du Sud)      |
| 1 000                   | Marisa Canafoglia    | Italie    | 1 min 28 s 014      | 28/08/1987 | Grenoble (France)          |
| 1 500                   | Marisa Canafoglia    | Italie    | 2 min 14 s 122      | 28/08/1987 | Grenoble (France)          |
| 2 000                   | Luz Mery Tristán     | Colombie  | 3 min 07 s 040      | 12/11/1990 | Bello (Colombie)           |
| 3 000                   | Francesca Monteverde | Italie    | 4 min 55 s 506      | 29/08/1987 | Grenoble (France)          |
| 5 000                   | Simona di Eugenio    | Italie    | 7 min 40 s 530      | 30/07/2003 | Padua (Italie)             |
| 10 000                  | Julie Brabant        | Canada    | 13 min 28 s 00      | ?/07/1998  | Toronto (Canada)           |
| 15 000                  | Sheila Herrero       | Espagne   | 24 min 57 s 820     | 02/08/2000 | Barrancabermeja (Colombie) |
| 20 000                  | Alexandra Vivas      | Colombie  | 32 min 18 s 177     | 07/09/2006 | Anyang (Corée du Sud)      |
| 21 097 (semi- marathon) | Adelia Marra         | Italie    | 35 min 02 s 930     | 28/08/1987 | Pamplona (Espagne)         |
| 30 000                  | Marisa Canafoglia    | Italie    | 52 min 38 s 640     | 28/08/1987 | Grenoble (France)          |
| 40 000                  | Sheila Herrero       | Espagne   | 1 h 18 min 01 s 000 | 03/10/1999 | Santiago (Chili)           |
| 42 195 (marathon)       | Cyndy Klassen        | Canada    | 1 h 06 min 25 s 000 | 13/09/1998 | Minnesota (États-Unis)     |
| 50 000                  | Marisa Canafoglia    | Italie    | 1 h 28 min 16 s 852 | 28/08/1987 | Grenoble (France)          |
| Mis à jour en juin 2012 |                      |           |                     |            |                            |